# Grosphus ambre
Espèce
Grosphus ambre est une espèce de scorpions de la famille des Buthidae.

## Distribution
Cette espèce est endémique de la région Diana à Madagascar. Elle se rencontre sur la montagne d'Ambre.

## Description
Le mâle holotype mesure 56,1 mm.

## Étymologie
Son nom d'espèce lui a été donné en référence au lieu de sa découverte, la montagne d'Ambre.

## Publication originale
- Lourenço, Wilmé & Waeber, 2018 : « Two more new species of Grosphus Simon, 1880, associated to the Grosphus simoni group (Scorpiones: Buthidae) from the regions of the Bemaraha Tsingy and Montagne d'Ambre. » Revista Ibérica de Aracnología, no 32, p. 73-80.